# Ignatz Nacher
Ignatz Nacher (* 25. November 1868 in Schlesien, Königreich Preußen; † 15. September 1939 in Zürich) war ein deutscher Unternehmer.

## Werdegang
Nacher wuchs bei seiner Großmutter in Katscher, Oberschlesien, auf. Er absolvierte von 1883 bis 1886 eine kaufmännische Lehre im Zigarrengeschäft Gutmann in Breslau und arbeitete danach weiter dort, bevor er sich in Gleiwitz selbständig machte. Von 1895 bis 1901 war er Inhaber eines Zigarrengeschäfts in Gleiwitz/Oberschlesien. 1901 trat er als Angestellter in die Brauerei Engelhardt Nachf. in Berlin ein. 1901 wurde er im Unternehmen Prokurist, 1902 Teilhaber. Er wandelte das Unternehmen in eine Offene Handelsgesellschaft um. 
Durch seine Verbesserung der Produktion (z. B. Herstellung von pasteurisiertem Malzbier), Einführung von Flaschenpfand und Herstellung von Pilsener Lagerbier vervielfachte sich bald der Umsatz und er erwarb den Betrieb nach einem Jahr. 1907 wandelte Nacher das Unternehmen in eine Aktiengesellschaft (AG) um. Unter seiner Leitung wurde die Brauerei in den 1920er Jahren die zweitgrößte Deutschlands. 
Nacher engagierte sich im caritativen Bereich, z. B. durch Spenden an verschiedene jüdische Wohlfahrtsorganisationen, u. a. an das Altersheim Gleiwitz und das Waisenhaus Berlin-Pankow. Unter der NS-Herrschaft leistete er vielfach finanzielle Hilfe für mittellose Auswanderer. Zeitweise in Haft, musste er mittels einer erzwungenen Blankovollmacht für einen nationalsozialistischen Notar seine Unternehmensanteile an eine Bank verkaufen. Nach der Arisierung im Jahre 1933 blieb er trotz Schikanierung durch die Machthaber noch bis 1939 in Berlin, wo er u. a. Mitglieder seiner Familie bei der Ausreise aus Deutschland unterstützen konnte. Ihm selbst gelang 1939 die Emigration in die Schweiz. Er starb am 15. September 1939 in Zürich.